# Gareth Marriott
Gareth John Marriott (* 14. Juli 1970 in Mansfield) ist ein ehemaliger britischer Kanute.

## Erfolge
Gareth Marriott nahm an zwei Olympischen Spielen im Kanuslalom mit dem Einer-Canadier teil. Bei den Olympischen Spielen 1992 in Barcelona wurden zwei Läufe durchgeführt, wobei der schnellste für die Gesamtwertung herangezogen wurde. Nach 126,13 Punkten im ersten Lauf verbesserte er sich im zweiten Lauf auf 116,48 Punkte und schloss den Wettkampf hinter Lukáš Pollert aus Tschechien auf dem zweiten Platz ab und erhielt die Silbermedaille. Dritter wurde Jacky Avril. Vier Jahre darauf verpasste er in Atlanta knapp einen weiteren Medaillengewinn. Mit 155,83 Punkten blieb er 2,99 Punkte hinter dem drittplatzierten Franzosen Patrice Estanguet zurück. 
Bereits 1991 in Tacen belegte Marriott bei den Weltmeisterschaften mit der Mannschaft im Einer-Canadier den dritten Platz. Zwei Jahre darauf wurde er mit der Mannschaft in Mezzana Vizeweltmeister. 1997 sicherte er sich in Três Coroas in der Einzelkonkurrenz den Gewinn der Bronzemedaille.